# Unione Sportiva "Sempre Avanti" Piombino 1936-1937
Questa voce raccoglie le informazioni riguardanti l'Unione Sportiva "Sempre Avanti" Piombino nelle competizioni ufficiali della stagione 1936-1937.

## Divise
| Casa |

## Organigramma societario
Area direttiva
- Presidente: Alfredo Maglio

Area tecnica
- Allenatore: Dino Nassi

## Rosa
| N. |                   | Ruolo | Calciatore           |
| -- | ----------------- | ----- | -------------------- |
|    | Italia (bandiera) | P     | Livio Beltrame       |
|    | Italia (bandiera) |       | Gino Angelo Bellatti |
|    | Italia (bandiera) | A     | Dino Benti           |
|    | Italia (bandiera) | C     | Pietro Bertini       |
|    | Italia (bandiera) |       | Mameli Canova        |
|    | Italia (bandiera) | P     | Giuseppe Carmignato  |
|    | Italia (bandiera) |       | Valentino Chellini   |
|    | Italia (bandiera) | C     | Alberto Chiavacci    |
|    | Italia (bandiera) | A     | Bruno Chiavacci      |
|    | Italia (bandiera) | A     | Vittorio Coccolo     |
|    | Italia (bandiera) |       | Italiano Faraoni     |

| N. |                   | Ruolo | Calciatore            |
| -- | ----------------- | ----- | --------------------- |
|    | Italia (bandiera) |       | Lady Gorini           |
|    | Italia (bandiera) |       | Aldo Guasti           |
|    | Italia (bandiera) | C     | Umberto Landucci      |
|    | Italia (bandiera) | D     | Armando Lauro         |
|    | Italia (bandiera) |       | Francesco Lingua      |
|    | Italia (bandiera) | C     | Rolando Marianelli    |
|    | Italia (bandiera) |       | Francesco Masini      |
|    | Italia (bandiera) | C     | Dante Pepi (capitano) |
|    | Italia (bandiera) |       | Aldo Pernigotti       |
|    | Italia (bandiera) |       | Sergio Pitti          |
|    | Italia (bandiera) |       | Leo Zinali            |

## Risultati

### Serie C

#### Girone di andata
| Piombino 13 settembre 1936 1ª giornata | Sempre Avanti | 2 – 3 | Grosseto | Campo Giuseppe Salvestrini |

| Fano 20 settembre 1936 2ª giornata | Fano | 2 – 1 | Sempre Avanti | Campo Polisportivo di Borgo Metauro |

| Piombino 27 settembre 1936 3ª giornata | Sempre Avanti | 2 – 2 | Macerata | Campo Giuseppe Salvestrini |

| Forlimpopoli settembre 1936 4ª giornata | Forlimpopoli | 2 – 2 | Sempre Avanti | Campo Via Duca d'Aosta |

| Piombino settembre 1936 5ª giornata | Sempre Avanti | 1 – 1 | Anconitana-Bianchi | Campo Giuseppe Salvestrini |

| Ravenna 2 ottobre 1936 6ª giornata | Ravenna | 3 – 0 | Sempre Avanti | Polisportivo Ravennate |

| Pontedera 1º novembre 1936 7ª giornata | Pontedera | 2 – 3 | Sempre Avanti | Polisportivo Comunale Bixio e A. Marconcini |

| Piombino 8 novembre 1936 8ª giornata | Sempre Avanti | 0 – 0 | Pistoiese | Campo Giuseppe Salvestrini |

| Signa 22 novembre 1936 9ª giornata | Le Signe | 1 – 0 | Sempre Avanti | Campo Sportivo del Littorio |

| Piombino 29 novembre 1936 10ª giornata | Sempre Avanti | 1 – 1 | Prato | Campo Giuseppe Salvestrini |

| Forlì 6 dicembre 1936 11ª giornata | Forlì | 2 – 4 | Sempre Avanti | Campo Tullo Morgagni |

| Piombino 20 dicembre 1936 12ª giornata | Sempre Avanti | 2 – 1 | Jesi | Campo Giuseppe Salvestrini |

| Arbitro: | Osti (Ferrara) |

|                    |           |                |
| Lupi 11’, 22’, 88’ | Marcatori | 56’ Pernigotti |

| Piombino 3 gennaio 1937 14ª giornata | Sempre Avanti | 4 – 1 | Libertas Rimini | Campo Giuseppe Salvestrini |

| Siena 10 gennaio 1937 15ª giornata | Siena | 5 – 0 | Sempre Avanti | Campo Piazza Vittorio Emanuele II |

#### Girone di ritorno
| Grosseto 17 gennaio 1937 16ª giornata | Grosseto | 2 – 1 | Sempre Avanti | Campo del Littorio |

| Arbitro: | Candela (Genova) |

|                |           |             |
| Pernigotti 18’ | Marcatori | 55’ Bedosti |

| Macerata 31 gennaio 1937 18ª giornata | Macerata | 1 – 1 | Sempre Avanti | Campo Sportivo della Vittoria |

| Piombino 7 febbraio 1937 19ª giornata | Sempre Avanti | 4 – 0 | Forlimpopoli | Campo Giuseppe Salvestrini |

| Ancona 17 febbraio 1937 20ª giornata | Anconitana-Bianchi | 3 – 1 | Sempre Avanti | Campo Sportivo del Littorio |

| Piombino 21 febbraio 1937 21ª giornata | Sempre Avanti | 1 – 1 | Ravenna | Campo Giuseppe Salvestrini |

| Arbitro: | Maglioni (Genova) |

|           |           |              |
| Gorini 5’ | Marcatori | 87’ D'Aquino |

| Pistoia 7 marzo 1937 23ª giornata | Pistoia | 2 – 0 | Sempre Avanti | Campo Pacino Pacini |

| Piombino 14 marzo 1937 24ª giornata | Sempre Avanti | 1 – 0 | Le Signe | Campo Giuseppe Salvestrini |

| Arbitro: | Cappelli (Trieste) |

|            |           |  |
| Dugini 65’ | Marcatori |  |

| Piombino 4 aprile 1937 26ª giornata | Sempre Avanti | 3 – 1 | Forlì | Campo Giuseppe Salvestrini |

| Jesi 18 aprile 1937 27ª giornata | Jesi | 0 – 0 | Sempre Avanti | Campo del Littorio |

| Piombino 2 maggio 1937 28ª giornata | Sempre Avanti | 2 – 0 | Baracca Lugo | Campo Giuseppe Salvestrini |

| Rimini 9 maggio 1937 29ª giornata | Libertas Rimini | 1 – 1 | Sempre Avanti | Stadio Littorio |

| Piombino 16 maggio 1937 30ª giornata | Sempre Avanti | 2 – 1 | Siena | Campo Giuseppe Salvestrini |

### Coppa Italia
| Arbitro: | Mauri (Como) |

|                                                                |           |                                  |
| Nicolini 14’, 63’ Pagliari 21’, 54’ Dolcini 60’ Mancinelli 69’ | Marcatori | 12’ Coccolo 42’ Benti 77’ Canova |

## Statistiche

### Statistiche di squadra
| Competizione | Punti | In casa | In casa | In casa | In casa | In casa | In casa | In trasferta | In trasferta | In trasferta | In trasferta | In trasferta | In trasferta | Totale | Totale | Totale | Totale | Totale | Totale | DR |
| Competizione | Punti | G       | V       | N       | P       | Gf      | Gs      | G            | V            | N            | P            | Gf           | Gs           | G      | V      | N      | P      | Gf     | Gs     | DR |
| ------------ | ----- | ------- | ------- | ------- | ------- | ------- | ------- | ------------ | ------------ | ------------ | ------------ | ------------ | ------------ | ------ | ------ | ------ | ------ | ------ | ------ | -- |
| Serie C      | 29    | 15      | 7       | 7       | 1       | 27      | 14      | 15           | 2            | 4            | 9            | 15           | 30           | 30     | 9      | 11     | 10     | 42     | 44     | -2 |
| Coppa Italia | -     | 0       | 0       | 0       | 0       | 0       | 0       | 1            | 0            | 0            | 1            | 3            | 6            | 1      | 0      | 0      | 1      | 3      | 6      | -3 |
| Totale       | 29    | 15      | 7       | 7       | 1       | 27      | 14      | 16           | 2            | 4            | 10           | 18           | 36           | 31     | 9      | 11     | 11     | 45     | 50     | -5 |

### Andamento in campionato
| Giornata  | 1 | 2 | 3 | 4 | 5 | 6 | 7 | 8 | 9 | 10 | 11 | 12 | 13 | 14 | 15 | 16 | 17 | 18 | 19 | 20 | 21 | 22 | 23 | 24 | 25 | 26 | 27 | 28 | 29 | 30 |
| --------- | - | - | - | - | - | - | - | - | - | -- | -- | -- | -- | -- | -- | -- | -- | -- | -- | -- | -- | -- | -- | -- | -- | -- | -- | -- | -- | -- |
| Luogo     | C | T | C | T | C | T | T | C | T | C  | T  | C  | T  | C  | T  | T  | C  | T  | C  | T  | C  | C  | T  | C  | T  | C  | T  | C  | T  | C  |
| Risultato | P | P | N | N | N | P | V | N | P | N  | V  | V  | P  | V  | P  | P  | N  | N  | V  | P  | N  | N  | P  | V  | P  | V  | N  | V  | N  | V  |

Legenda:

Luogo: C = Casa; T = Trasferta. Risultato: V = Vittoria; N = Pareggio; P = Sconfitta.